# 弗朗基·金
弗朗基·亚历山大·金（英語：Frankie Alexander King，1972年6月6日—），美国NBA联盟前职业篮球运动员。他在1995年的NBA选秀中第2轮第8顺位被洛杉矶湖人选中。